# Les Roquetes
Roquetes este un cartier din districtul 8, Nou Barris, al orasului Barcelona.